# 易道谈
易道谈（1512年—1573年），字进明，號洞皋居士，湖广岳州府巴陵县人，明朝政治人物。嘉靖進士，官至福建按察司副使。

## 生平
嘉靖三十一年（1552年）壬子湖广乡试第三十八名舉人，嘉靖三十二年（1553年），联登癸丑科進士。户部观政，授直隶太平县知县，调浙江钱塘县，升户部主事，历员外、郎中，曾榷税都門及清源关，又督北直隶粮储。嘉靖四十二年（1563年）出为福建興化府知府。升福建按察司副使，丁母憂歸，遂不再出仕。萬曆元年（1573年）卒，享年六十二。

## 家族
远祖易光祖，元祐進士。曾祖易籜。祖易孟格。父易滋。母龚氏，封太恭人。兄道㷍（生员）、弟道魯（舉人）、道燮（生员）、道合、道倓。子易相時，嘉靖乙卯科举人。

### 引用
1. ↑  《湖南通志》，清嘉慶二十五年（1820年）刊本，汪煦、翁元圻
2. ↑  《明世宗肃皇帝实录卷之五百二》：嘉靖四十年十月癸亥，遣户部主事黄可大、毛自道、易道谈催查民运边粮，可大山东、自道河南、道谈北直隶。
3. ↑  编纂委员会. . 福建: 福建省地方志编纂委员会. 2001年.
4. ↑  《巴陵县志》：易道谈字洞高，嘉靖癸丑进士。授钱塘知县，历杭州知府，皆有治绩。寻备兵福建，奉命征倭，连筹定画，动中机宜。迁浙江参政，致仕。祀乡贤。

### 文目
- 吴国伦《明中宪大夫福建提刑按察司副使进明易公墓誌銘》

| 官衔          | 官衔                                  | 官衔          |
| ------------- | ------------------------------------- | ------------- |
| 前任： 陈瑞龙 | 福建兴化府知府 嘉靖四十二年－隆庆元年 | 繼任： 徐绍卿 |